# هرزه (فیلم ۲۰۱۱)
هرزه (انگلیسی: The Slut) یک فیلم درام اسرائیلی است که در سال ۲۰۱۱ منتشر شد. از بازیگران فیلم می‌توان به ایشای گولان اشاره کرد. این فیلم در بخش هفته بین‌المللی منتقدان جشنواره فیلم کن ۲۰۱۱ اکران شد.